# Hôtel de ville de Compiègne
L'hôtel de ville de Compiègne est un bâtiment communal réalisé au XVIe siècle. Cet imposant édifice demeure autant l'exemple de l'architecture civile de style Louis XII des premières décennies du XVIe siècle que des restaurations poussées du XIXe siècle. En cela, il témoigne d'abord de la prospérité retrouvée du Compiègne de la fin du XVe siècle, renouvelant alors un patrimoine municipal auparavant négligé.
L'hôtel de ville abrite aujourd'hui le siège de l'administration de la ville de Compiègne ainsi que l’office de tourisme. Le monument est classé au titre des monuments historiques en 1840.

## Situation
L'hôtel de ville de Compiègne est situé sur la place de l'Hôtel de Ville. Cette dernière, reconstruite presque entièrement après la Seconde Guerre mondiale par l'architecte Jean Philippot, est le sujet de l'épreuve d'intégration du concours des architectes de Monuments historiques en 1945-1946. Au centre, s'élève, depuis octobre 1880, la statue de Jeanne d'Arc par Frédéric-Étienne Leroux.

## Historique

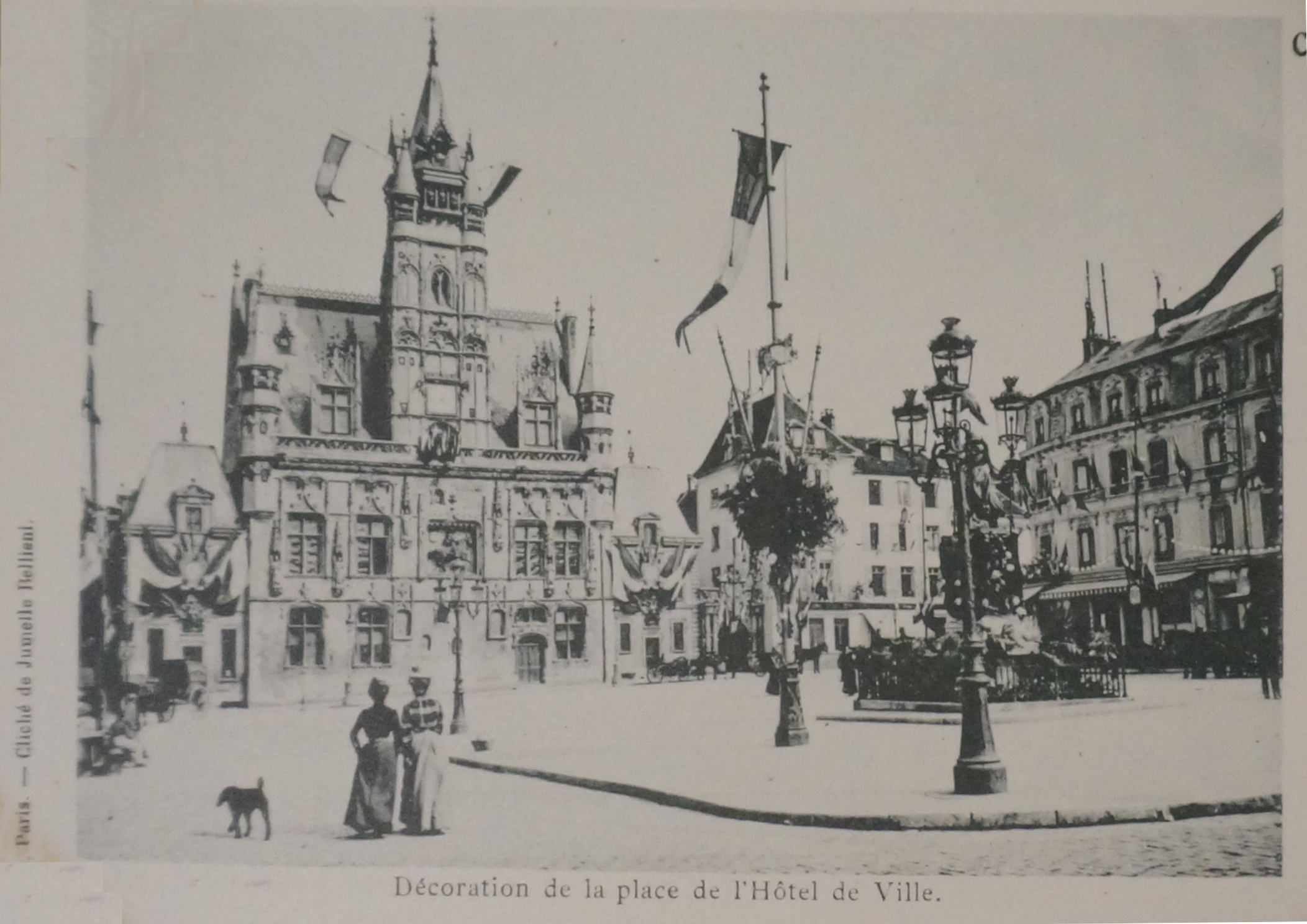
La place pavoisée pour la visite de Nicolas II en 1901.

Commencée dès 1490, sur l'emplacement de deux maisons léguées à la Ville par Jean Loutrel en 1397 (il les lui louait depuis 1367), l'édification de l'hôtel de ville est confiée vers 1504-1505 à Pierre Navyer, dit Pierre de Meaux, un maître-maçon qui collabora avec Pierre Chambiges au portail sud de la cathédrale de Senlis. Il réalise à Compiègne un bâtiment de style Louis XII, marquant une transition entre le gothique finissant et la première Renaissance.
L’époque est heureuse pour la cité qui redevient un centre commercial florissant, passées les décennies de tourmente, les derniers avatars de la Guerre de Cent ans et la lutte entre le Duc de Bourgogne et le roi de France. La première moitié du XVe siècle a vu en effet s'accumuler les désastres : Compiègne au milieu du XVe siècle est en partie en ruine après avoir subi plusieurs sièges et perdu les deux tiers de ses habitants. Toutefois, l'administration communale, très sollicitée lors de la guerre de Cent Ans, s'est développée et pris une importance jusqu'alors jamais atteinte. Comme le montre fort bien l'édifice compiégnois, la fin du XVe siècle, portée par une reprise économique urbaine florissante, est la grande époque des constructions édilitaires municipales : hôtels de ville et halles. Signe des temps, la façade du bâtiment est monumentale : Il y a une volonté affichée d'éblouir et de marquer la puissance urbaine retrouvée. Il est vrai que réunir plusieurs parcelles dans l'espace resserré d'une ville remparée est en soi une manifestation de puissance. À partir de 1511, l'hôtel de ville est progressivement achevé, ce qui permet de tenir la première réunion dans la Grande salle le 17 janvier 1513. Les travaux cependant se poursuivent jusqu'en 1530 avec la construction d'un assez vaste édifice rectangulaire surmonté d'une tour distendue formant beffroi, le tout obéissant à un programme détaillé.
Au cours du Grand siècle, vers 1650, une première modification du décor sculpté est réalisée. En complément, est édifiée une extension au bâtiment médiéval devenu insuffisant. En 1778, d'autres modifications sont apportées par l'architecte Adrien Mouton lors de l'installation de l'intendant dans le bâtiment. À l'issue du siècle des Lumières, l'hôtel souffrit beaucoup du vandalisme révolutionnaire où une grande partie du décor, médiéval notamment comme des tableaux et tapisseries ornant les intérieurs furent endommagés. Les meubles sont dispersés. À l'extérieur la façade est gravement endommagé et ses statues sont détruites. Seules des réparations de fortune lui permettent d'attendre des jours meilleurs. Toutefois, au centre de la façade, furent sculptées en 1821 les armes de la Ville au-dessus d'un cadran d'horloge. À la suite de l'intervention de Prosper Mérimée, cet intéressant monument est classé au titre des monuments historiques dès 1840.
Avec l'avènement du Second Empire, Compiègne redevient une ville impériale. Très présent, Napoléon III favorise la reprise des travaux. Un projet de restauration de l'hôtel de ville signé de la main même de Viollet-le-Duc est aujourd'hui encore conservé au Musée des beaux-arts de Limoges. C'est placés sous sa protection que les architectes Aymar Verdier, puis Auguste Lafollye réaliseront la restauration des bâtiments entre 1854 et 1882 : Si l'ensemble de la façade est reprise et les charpentes refaites, certaines parties du monument sont modificées voire agrandies. À l'achèvement des travaux, l'Hôtel de Ville est particulièrement admiré.
Mortimer-Robert Fournier-Sarlovèze est élu maire de Compiègne en 1904, et le reste jusqu'en 1935, période pendant laquelle il va surtout mettre en valeur l'hôtel de ville et l'héritage historique de sa ville. C'est à sa demande que son père, Raymond Fournier-Sarlovèze avec l'aide de José Vasquez, réalisa dans l'ancienne salle de la justice de paix une série de neuf peintures murales, achevées en 1907, évoquant certains épisodes de l'histoire de Compiègne.
Alors que la Première Guerre mondiale s'achève, 1918 est une année terrible pour l'édifice, car de mars à septembre, à la suite de l’offensive allemande, Compiègne se retrouve à quelques kilomètres du front et doit être évacuée sous le feu des batteries ennemies qui détruisent alors plus de 400 maisons.
En mai 1923, les Fêtes de Compiègne, annoncées à grands coups de réclames attirent l'attention sur la ville en amenant à Compiègne un nombre de visiteurs jusque-là jamais atteint. Elles furent l'occasion du couronnement des "Reines du Muguet" à l'hôtel de ville.
Albert Guerineau, sous-préfet de Compiègne entre 1934 et 1942, a été l'un des rares témoins de la destruction de Compiègne en mai/juin 1940. Ses souvenirs au jour le jour ont été publiés dans le Journal "l'Oise-Matin" de novembre 1959 et montre comment l'Hôtel de Ville de Compiègne a été épargné par les bombardements de la seconde guerre mondiale.
La façade est finalement ravalée et réaménagée de 1978 à 1980.

## Description

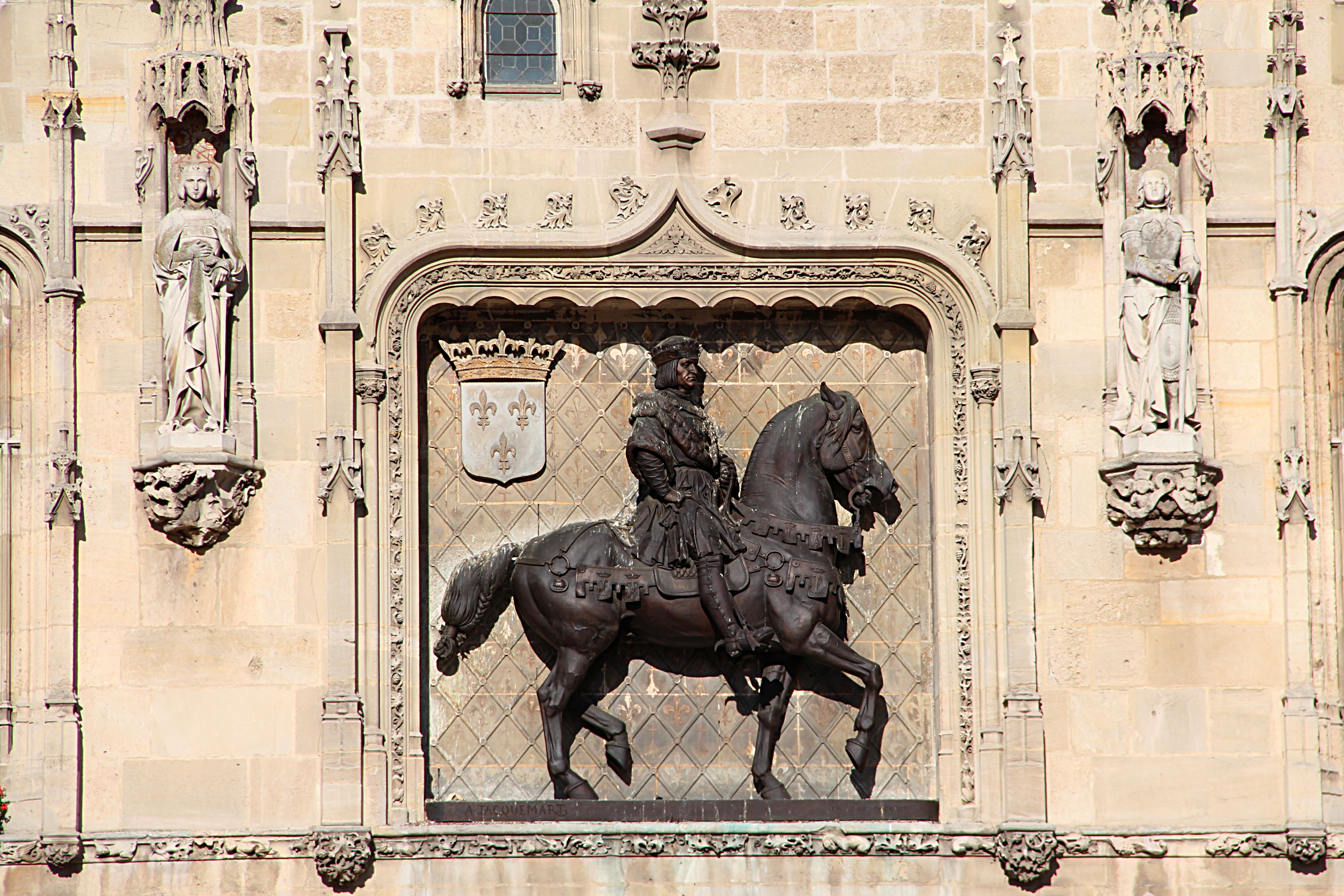
Statue équestre de Louis XII (réalisée au XIXe siècle en remplacement du Louis XIV de Gilles Guérin perdu).

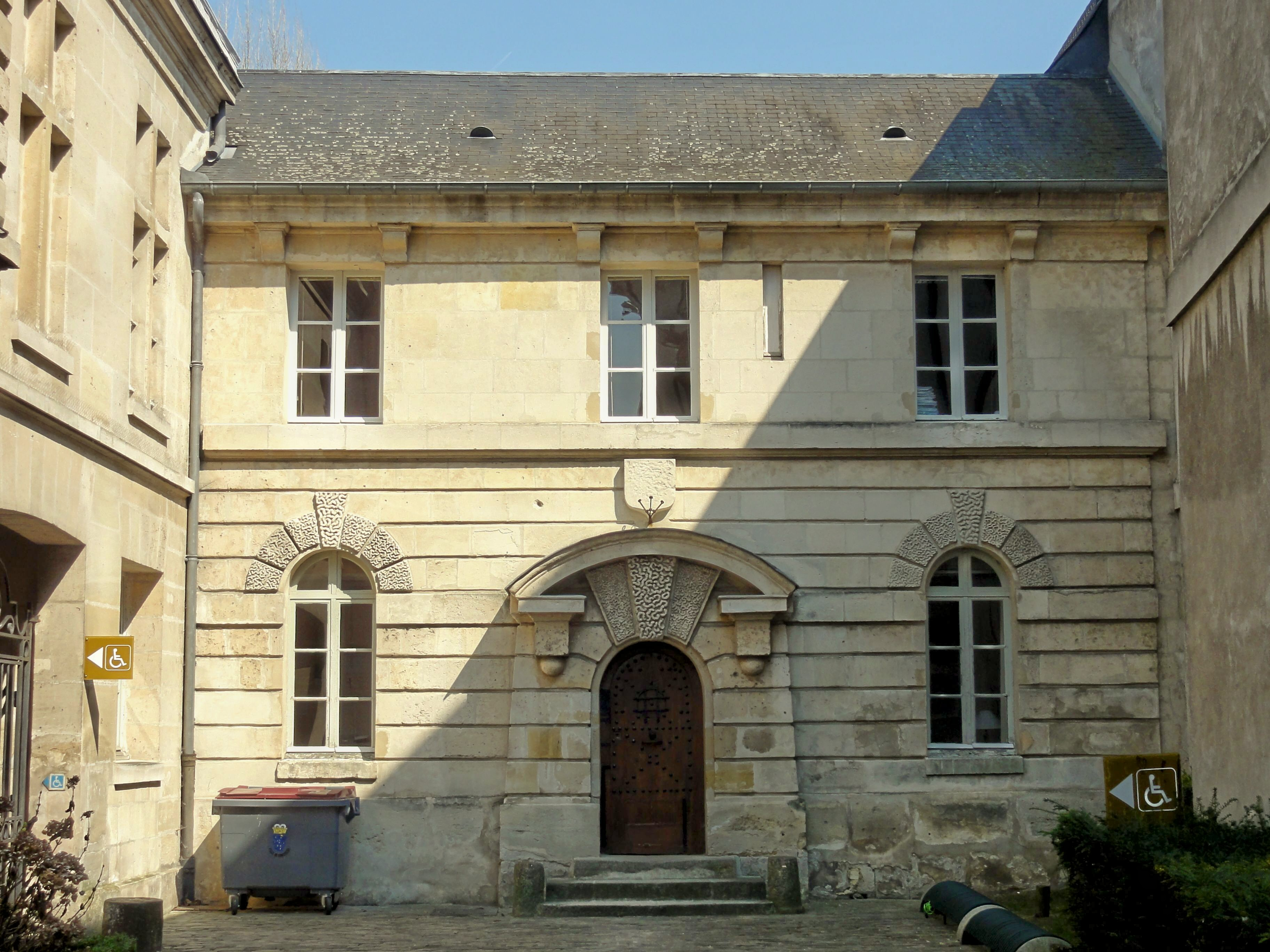
Façade de l'ancienne prison contiguë à l'hôtel de ville, derrière la porte de l'Arsenal.

L’hôtel de ville de Compiègne comporte une partie centrale dominée d’un beffroi couronné de deux clochetons, qui lui sont reliés par une balustrade sculptée et deux ailes latérales postérieures : l'aile droite fut construite en 1650 tandis que l'aile gauche date de 1867.
La façade de 47 mètres de haut sur 24 mètres de large est flanquée de deux tourelles en encorbellement que relie, à la naissance du toit, une balustrade flamboyante. Signe des temps, la façade du bâtiment est monumentale : Il y a une volonté affichée d'éblouir et de marquer la puissance urbaine retrouvée à cette époque par des emprunts au vocabulaire architectural des édifices religieux. L'élévation principale de style Louis XII marque cette transition dans les premières décennies du XVIe siècle entre le gothique finissant et la première Renaissance. Conservant encore des éléments de l'art gothique tardif tels que les pinacles, les arcs en anse de panier et les fenêtres à meneaux, elle comporte deux étages surmontant une cave et un haut comble doté de deux grandes lucarnes à gables flamboyants. Typique du Style Louis XII, la présence de larges ouvertures, même non vitrées, véhicule une notion de luxe tandis que leur abondance participe à la féerie du bâtiment. Déjà à la fin du XIVe siècle, cette propriété quasi magique du palais largement ouvert était apparue lorsque Guillebert de Metz évoquait la fastueuse demeure parisienne de Jacques Ducy, clerc à la Chambre des Comptes. Dès cette époque, les fenêtres à croisées permettent non seulement l’entrée de la clarté mais aussi l’aération des pièces tandis que sous Louis XII la superposition des ouvertures en travées reliées entre elles par des moulures organise de façon régulière le rythme des façades. On peut d'ailleurs rapprocher cette façade de celle du Beffroi de Dreux. En effet, Dreux tout comme Compiègne se trouvaient jusqu'au 16 février 1790, dans la Province d'Île de France. 
 Au premier étage de l'hôtel de ville de Compiègne, s'étendait sans doute la Grande salle qui ouvrait sur la Place du marché par de grandes fenêtres à croisées encadrées de statues. Dans la niche centrale, se trouvaient à l'origine deux figures de l'Annonciation réalisées par le sculpteur Nicolas d'Estrée. Cette Annonciation fera place en 1654-1655 à une statue de Louis XIV, en pierre peinte couleur bronze sur un fond imitant le marbre noir, réalisée par Gilles Guérin pour la somme de 1200 francs. Cette œuvre fut détruite pendant la Révolution. La large niche abrite aujourd'hui un haut-relief représentant la statue équestre de Louis XII. Il s'agit d'une création originale de 1869 réalisée par le sculpteur Henri-Alfred Jacquemart dans la veine dite réaliste dominante à l'époque. Mais contrairement à l'allure courante des statues équestres de l'époque de Louis XII, Henri-Alfred Jacquemart choisit de ne pas réaliser un cheval allant "à l'amble", c'est-à-dire avec les deux jambes droites levées en même temps. On peut toutefois rapprocher cette sculpture avec celle réalisée à la même époque au château de Blois par Charles Émile Seurre. De part et d'autre de la statue équestre de Compiègne, les grandes fenêtres à croisées sont encadrées de statues sous dais flamboyants représentant les effigies de Charles VII, saint Denis, saint Louis et du cardinal Pierre d’Ailly, le tout complété par les statues de Charlemagne ainsi que des principales figures de l’histoire de la ville.

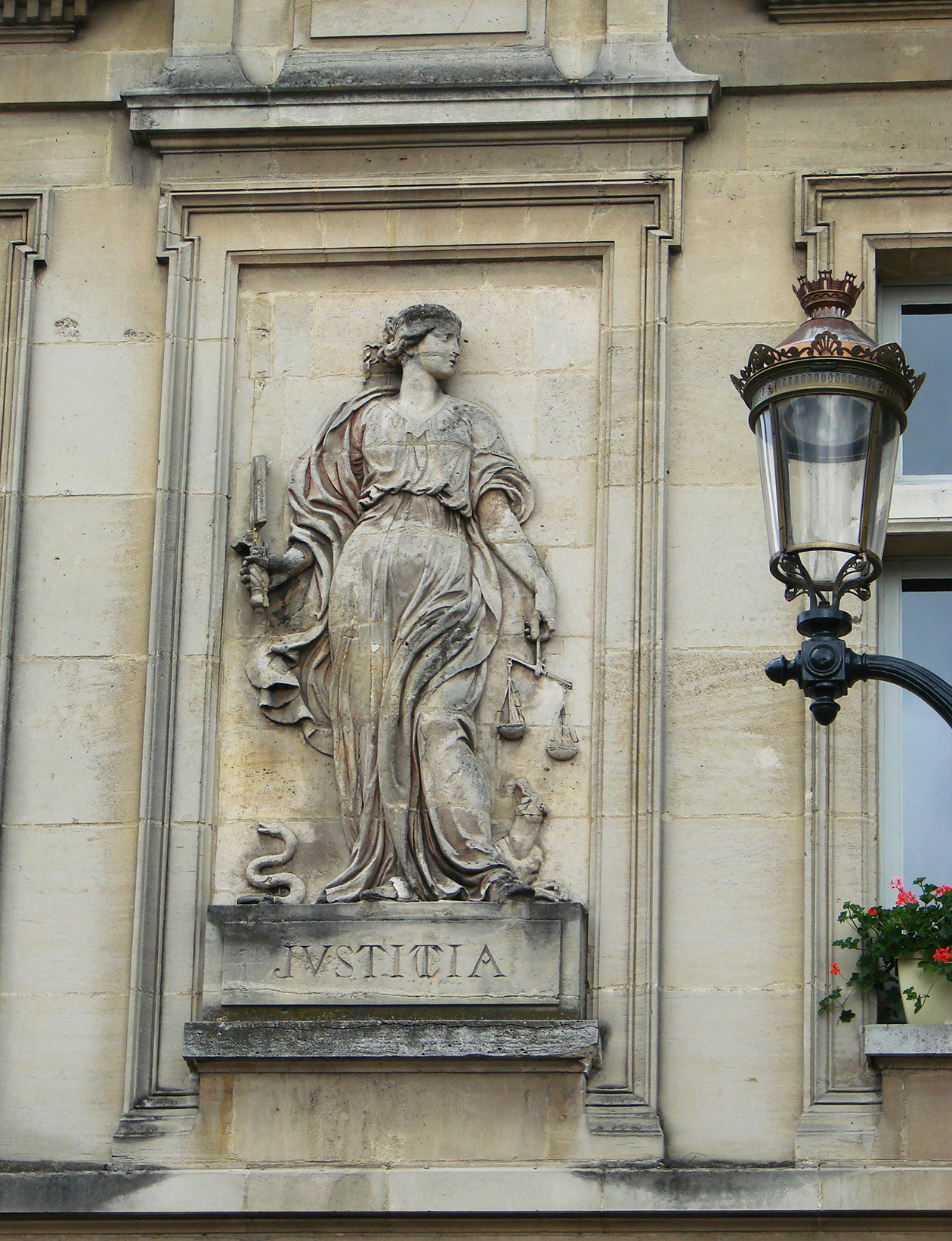
Bas-relief représentant la Justice par Gilles Guérin, 1654-1655.

Le beffroi dont la flèche est flanquée de tourelles à poivrières culmine à plus de 47m de hauteur. Il abritait à l'époque la cloche communale ou Banclocque, de près d'un mètre trente cinq, aujourd'hui une des plus anciennes cloches connues : Elle porte notamment l'inscription attestant de son nom et de sa fabrication en 1303 par maîtres Gilles de Bliki et Guillaume de Croisilles, au temps de Foucart Harel, l'un des derniers maires de l'époque médiévale compiègnoise, la fonction disparaissant en 1319. D'abord placée dans le clocher de l'église Saint-Jacques, la Banclocque gagna le nouveau beffroi en 1517. Ce dernier était sommé d'un lion en guise de girouette, il sera descendu en 1793. L'escalier de pierre quant à lui fut remplacé par un escalier de bois par l'architecte Adrien Mouton lors de l'installation de l'intendant dans le bâtiment en 1778.
Le 12 octobre 1530, une horloge est installée au sommet du beffroi. Dès cette l'époque, elle animait tous les quarts d'heure trois jaquemarts en bois, les premiers Picantins figurant des lansquenets à la mode de François Ier. Les Compiègnois leur donnèrent très vite trois surnoms correspondant aux ennemis de cette époque : Langlois pour les Anglais, Flandrin pour les Flamands et Lansquenet pour les Allemands. Aujourd'hui encore, ils scandent la vie de la cité en "piquant le temps", autrement dit en frappant de leur maillet pour faire sonner les heures.
Une première extension est édifiée à droite du bâtiment médiéval vers 1650. Sur sa façade, le sculpteur baroque Gilles Guérin, auteur de la statue du Louis XIV du bâtiment central, réalisa également pour 500 francs "la Justice" en s'inspirant des œuvres de son maître présumé Jacques Sarrazin.
L'aile gauche, réalisée dès 1867 sous la direction de Viollet-le-Duc, reprend les grandes lignes architecturales du pavillon de droite.
La toute voisine porte de l'Arsenal, quoique entièrement refaite en 1876, témoigne par son motif de la Colonne canon, d'une création des plus originales de la Renaissance française. Cette porte majestueuse est directement inspirée du portail de l'avant-cour de l'Arsenal de Paris, dessinée selon certains par Philibert De l'Orme dans les années 1550 mais érigée seulement à partir de 1584. Précédée de quelques dessins et gravures, ladite porte est la première à user de cet étonnant motif qui aura un certain succès à la fin du XVIe et au début du XVIIe siècle. Dans la cour intérieur, subsiste la façade de l'ancienne prison, réalisée par Jacques Cellerier entre 1773 et 1778 : Elle témoignage tout comme le portail contemporain du grenier à sel de Claude Nicolas Ledoux, qu'une esthétique néoclassique épurée s'est imposée dans le Compiègne de la fin du XVIIIe siècle.

## Le décor intérieur

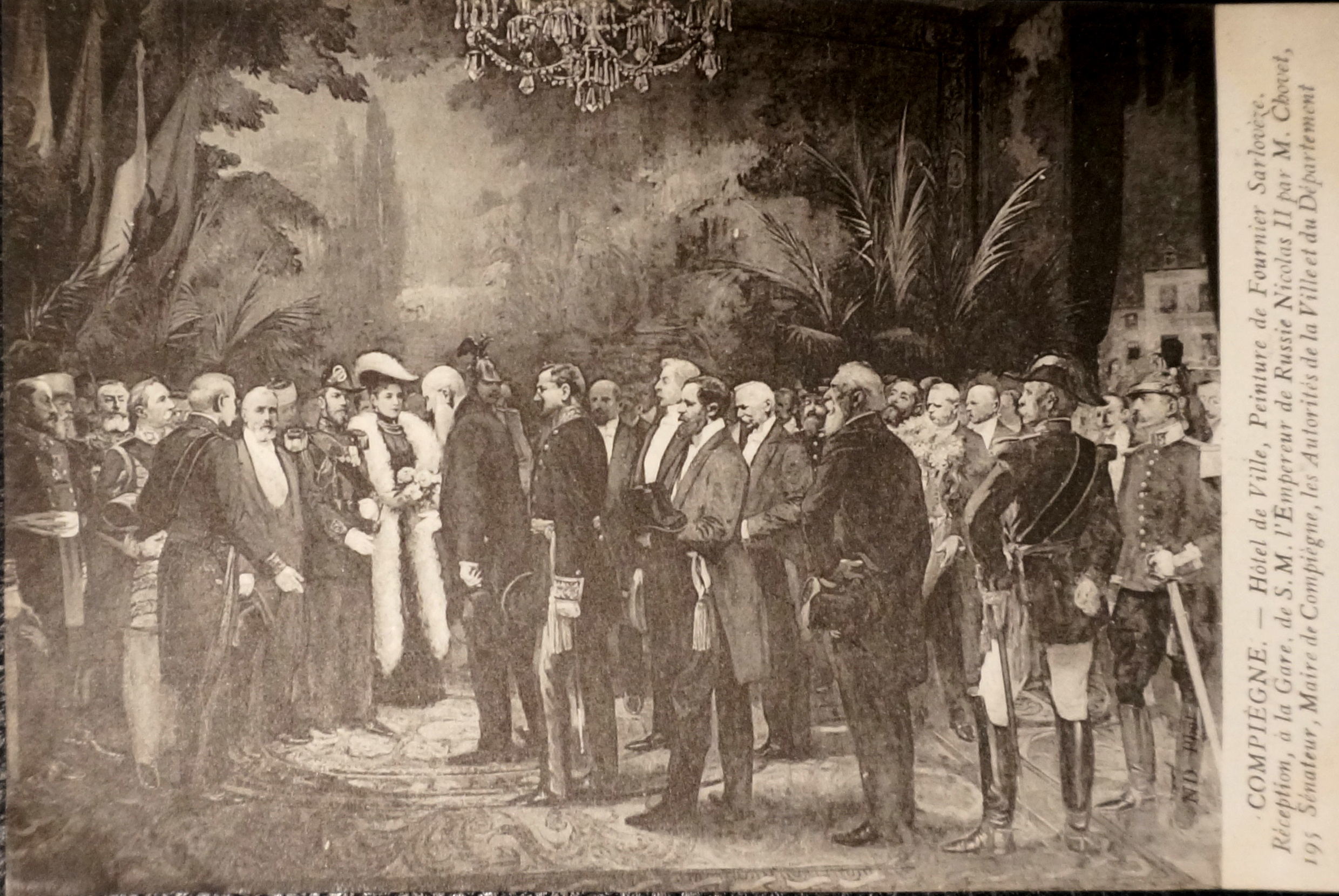
Peinture de Raymond Fournier-Sarlovèze : Réception à la Gare, de S.M. l'Empereur de Russie Nicolas II, par M. Chovet, sénateur, Maire de Compiègne, les Autorités de a Ville et du Département.

Il ne reste plus grand-chose aujourd'hui du décor intérieur d'origine de l'hôtel de ville réalisé autour de 1500. On peut le regretter.
Au rez-de-chaussée, l'ancienne salle de la justice de paix, aujourd'hui Salle du Conseil Municipal, présente une série de neuf tableaux de Raymond Fournier-Sarlovèze (1836 - 1916) retraçant les grands moments de l'histoire de Compiègne. Cet artiste se flattait de n'être qu'un peintre amateur : il appartient pourtant à la noblesse d'empire et fut plusieurs fois préfet au début de la Troisième République. Il consacra la seconde moitié de sa vie aux lettres et aux arts et connut une vie mondaine brillante.
C'est à l'invitation de son fils, Mortimer-Robert Fournier-Sarlovèze, alors maire de Compiègne, qu'il réalisa, avec l'aide de José Vasquez, le décor de la Salle du Conseil. Achevées en 1907, ces peintures forment un ensemble caractéristique des décors historiques à vocation autant décorative que didactique, très en vogue dans les hôtels de ville sous la Troisième République.
D’une esthétique historiciste conventionnelle, on y remarque pourtant divers anachronismes : Alors qu'en 1153, le roi Louis VII était déjà séparé d’Aliénor d’Aquitaine mais pas encore remarié à Constance de Castille, on note la présence de la reine. Enfin certains épisodes non moins importants, sinon plus, de l’histoire de Compiègne n’y figurent pas : On pourrait citer par exemple la fondation de la foire du Mi-Caresme en 1099 ou celle des paroisses Saint-Jacques et Saint-Antoine au cours de l'année 1199. Sont homis également la  Reconstruction du Palais de Compiègne voulue par Louis XV au XVIIIe siècle, ainsi que les seize carmélites martyres en 1794 de la Révolution. On cite encore moins Napoléon III dont la chute en 1870 fondera la Troisième République.

## Les restaurations

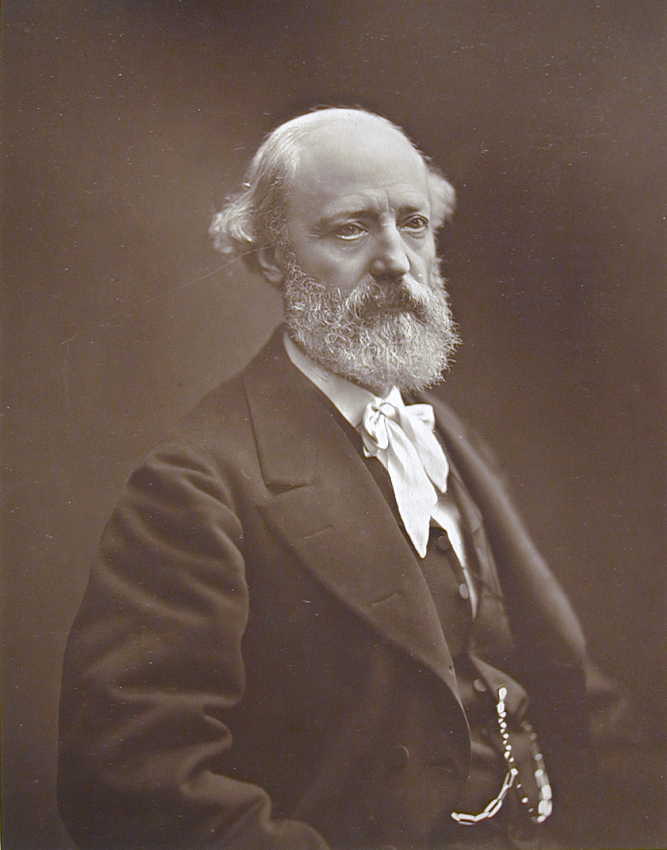
Eugène Viollet-Le-Duc photographié par Nadar vers 1876-1884 (collection LACMA).

Très présent au Château de Compiègne, Napoléon III organise de plus en plus fréquemment ses fameuses Séries réunissant gens de cour, écrivains et artistes. L'Empereur est alors féru d'archéologie. Sur la recommandation de Prosper Mérimée, inspecteur en chef des Monuments Historiques et ami de l'Impératrice, Napoléon III accepte d'accueillir à Compiègne l'architecte Viollet-le-Duc que l'Impératrice appelait "ma bonne Violette". On ne sait si l'idée de lui confier les travaux de restauration de l'hôtel de Ville vint de l'Empereur ou de l'Impératrice, toujours est-il que Viollet-le-Duc se rendit très vite indispensable et qu'à partir de 1854, il fut chargé de restaurer le monument. À cette époque, il décrit l'hôtel de ville de Compiègne comme étant le meilleur exemple d’architecture civile du nord de la France.
Placés sous sa protection, les architectes Aymar Pierre Verdier, puis Joseph-Auguste Lafollye commencent les travaux : L'ensemble de la façade est reprise et les charpentes sont refaites. Ne s'appuyant sur aucune trace archéologique, Aymar Verdier décide pourtant de déplacer la porte principale au centre de la façade ce qui entraîne de multiples désordres. Il publie, en 1855, un Recueil d'architecture civile et domestique au Moyen Âge et à la Renaissance où l'édifice de Compiègne figure en bonne place. C'est à cette époque que commence la restitution de la riche statuaire disparue lors des destructions révolutionnaire : Le sculpteur Henri-Alfred Jacquemart (1824-1896), spécialisé dans les figures et les groupes d'animaux crée le bas-relief équestre de l'hôtel de ville. Ce Louis XII, commandé par l'État, est présenté au Salon de 1869. Il appartient tout entier à la veine réaliste qui domine cette l'époque. En parallèle de Compiègne, Henri-Alfred Jacquemart poursuivra sa carrière. On lui doit notamment le sphinx de la fontaine du Châtelet, les dragons de la fontaine Saint-Michel mais également le Monument à "Mariette-Bey" (1882) de Boulogne-sur-Mer ainsi que divers travaux au Caire et à Alexandrie. Après de nombreuses années de travaux, Auguste Laffolye, élève de Viollet-le-Duc achève en 1882 le chantier de restauration : L'escalier hélicoïdal du beffroi en restitué en pierre dès 1878 alors que les dernières statues ne sont mises en place qu'en 1882. Elles représentent les mêmes personnages qu'avant la Révolution dont les effigies de Charles VII, Saint-Denis, Saint-Louis, du cardinal Pierre d’Ailly, le tout complété par la statue de Charlemagne auxquels s'ajoutent une Jeanne d'Arc réalisée par Henri Honoré PLÉ (1853-1922),.
Après plus d'un siècle d'exposition, la façade est finalement ravalée et réaménagée de 1978 à 1980.

## Conservation et visites
Classé au titre des monuments historiques depuis 1840, l'hôtel de ville de Compiègne bénéficie, comme tout le centre ville historique, d’une protection particulière puisqu’inclus dans la ZPPAUP (zone de protection paysagère et architecturale, obtenue par la Sauvegarde de Compiègne).
Abritant aujourd'hui le siège de l'administration de la ville de Compiègne, l'édifice est cependant ouvert aux touristes à l'occasion de visites guidées proposées par l'Office de Tourisme de Compiègne et lors des Journées européennes du patrimoine.

## Galerie

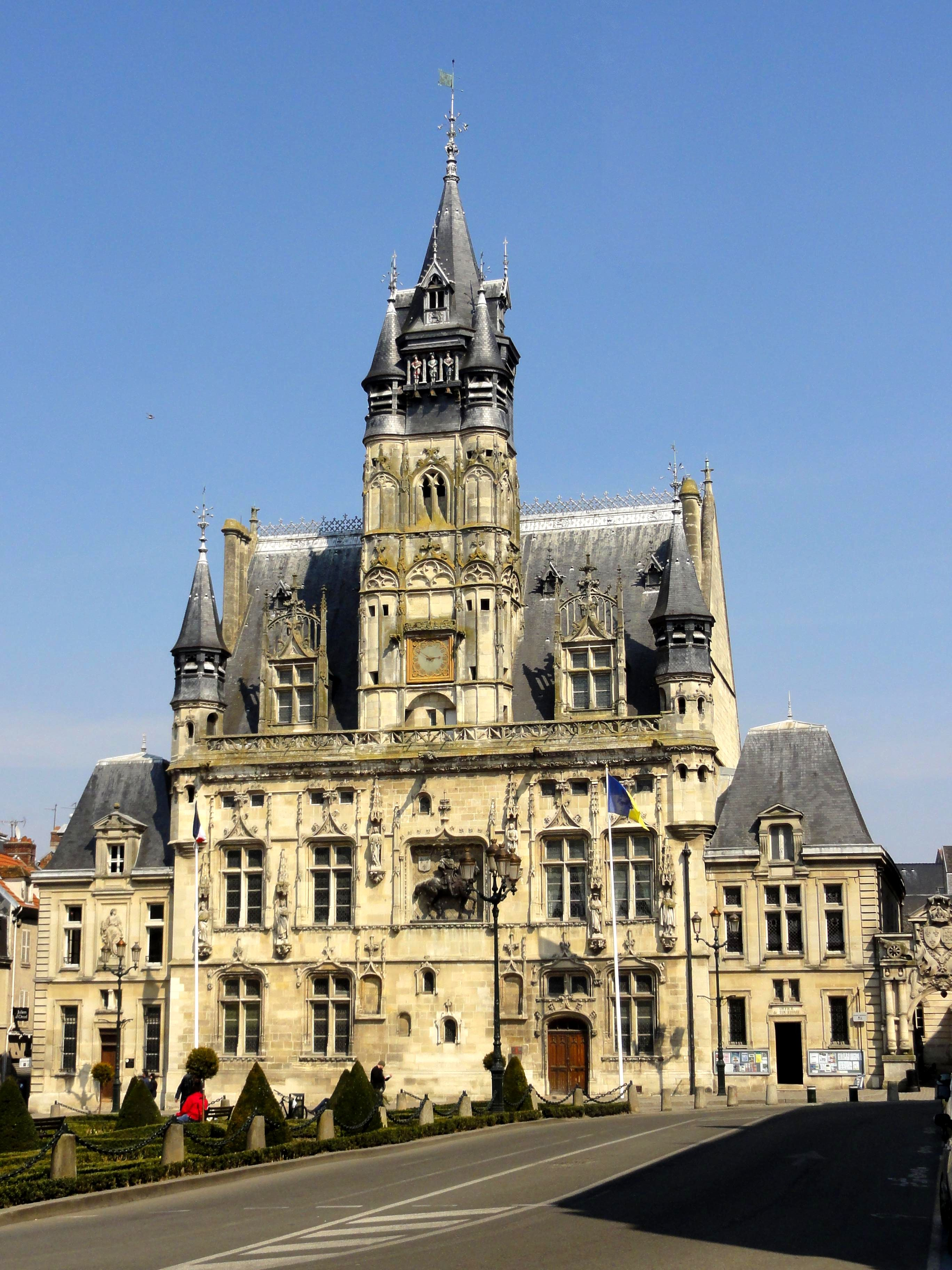
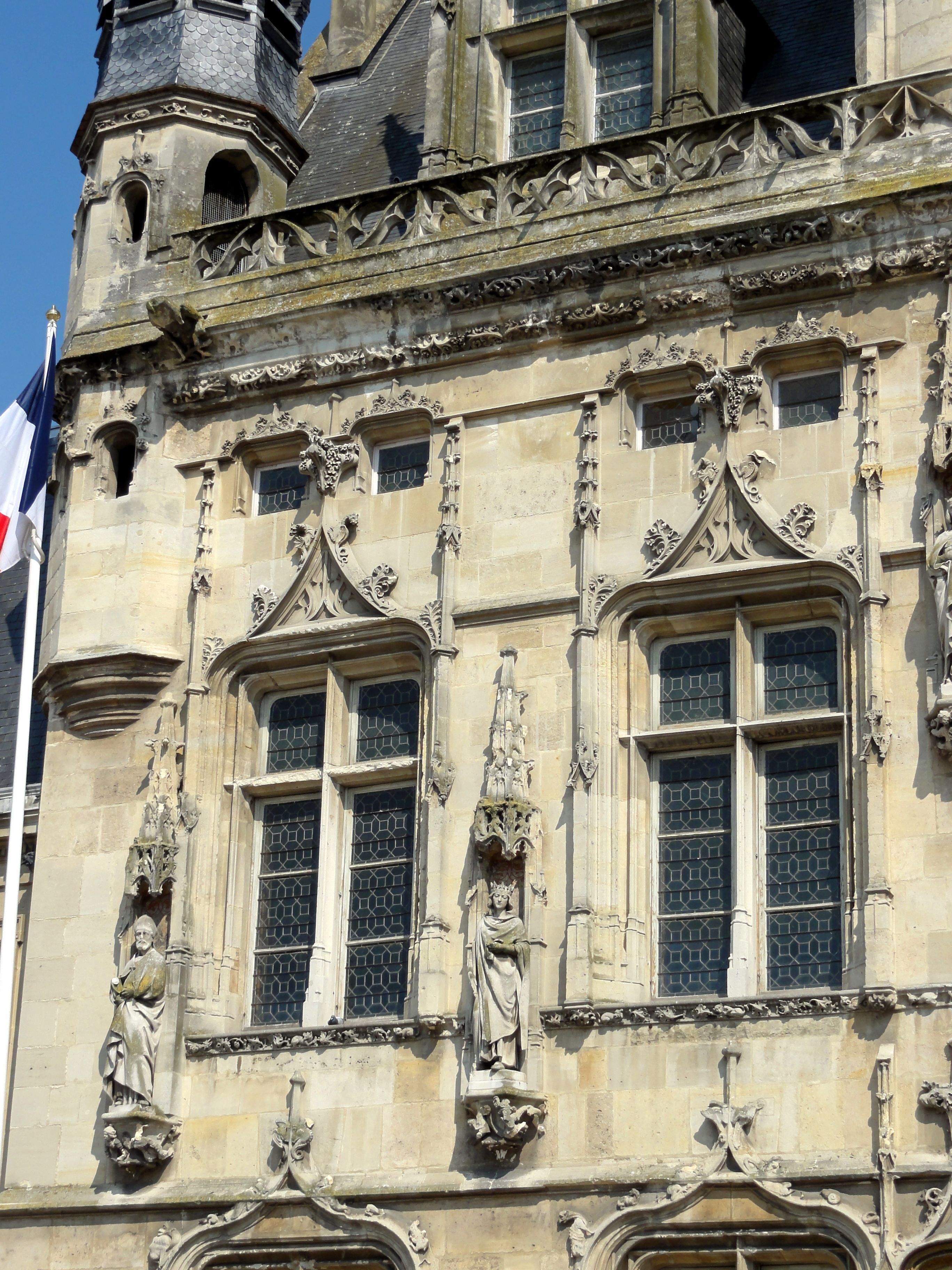
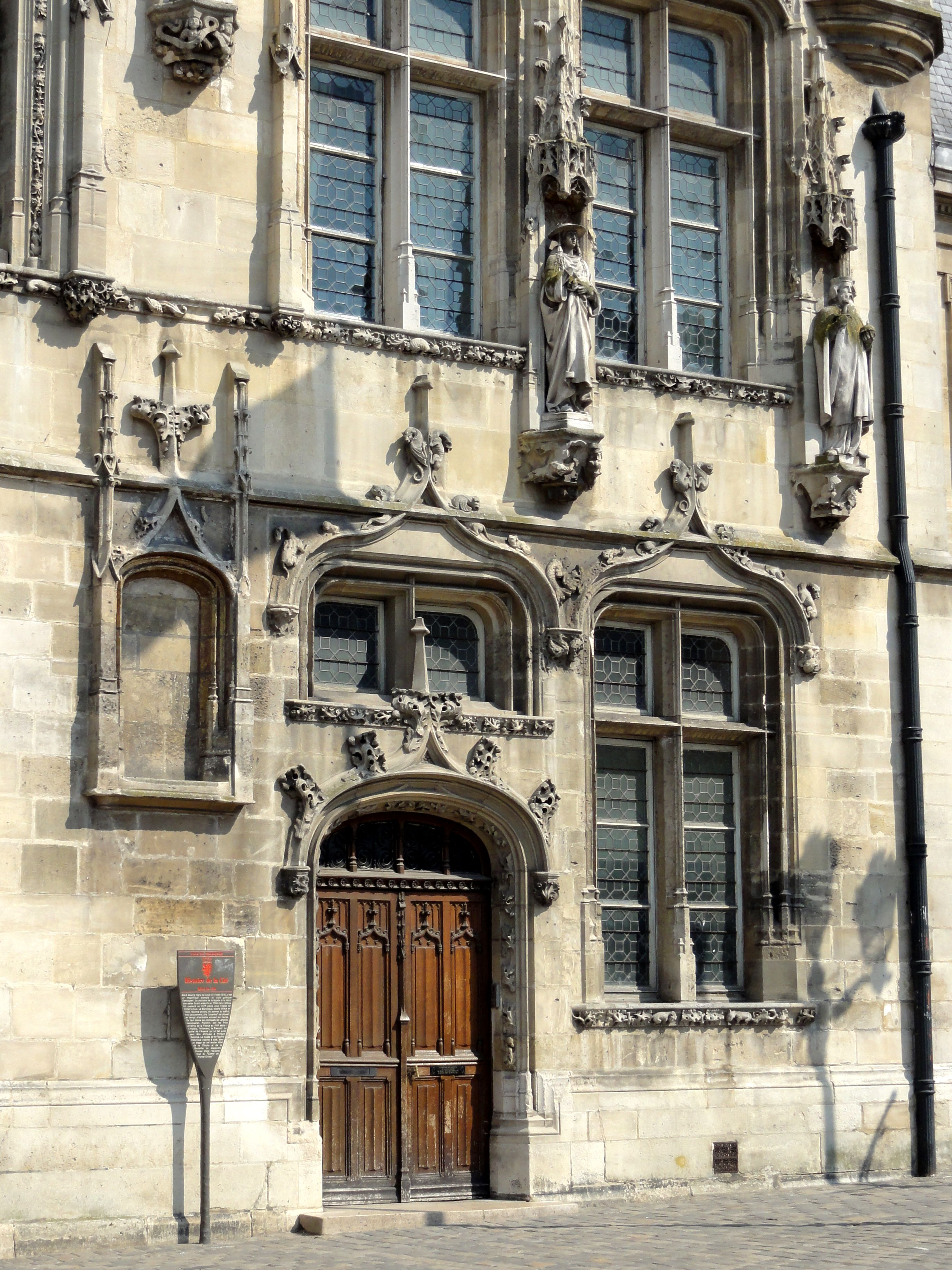
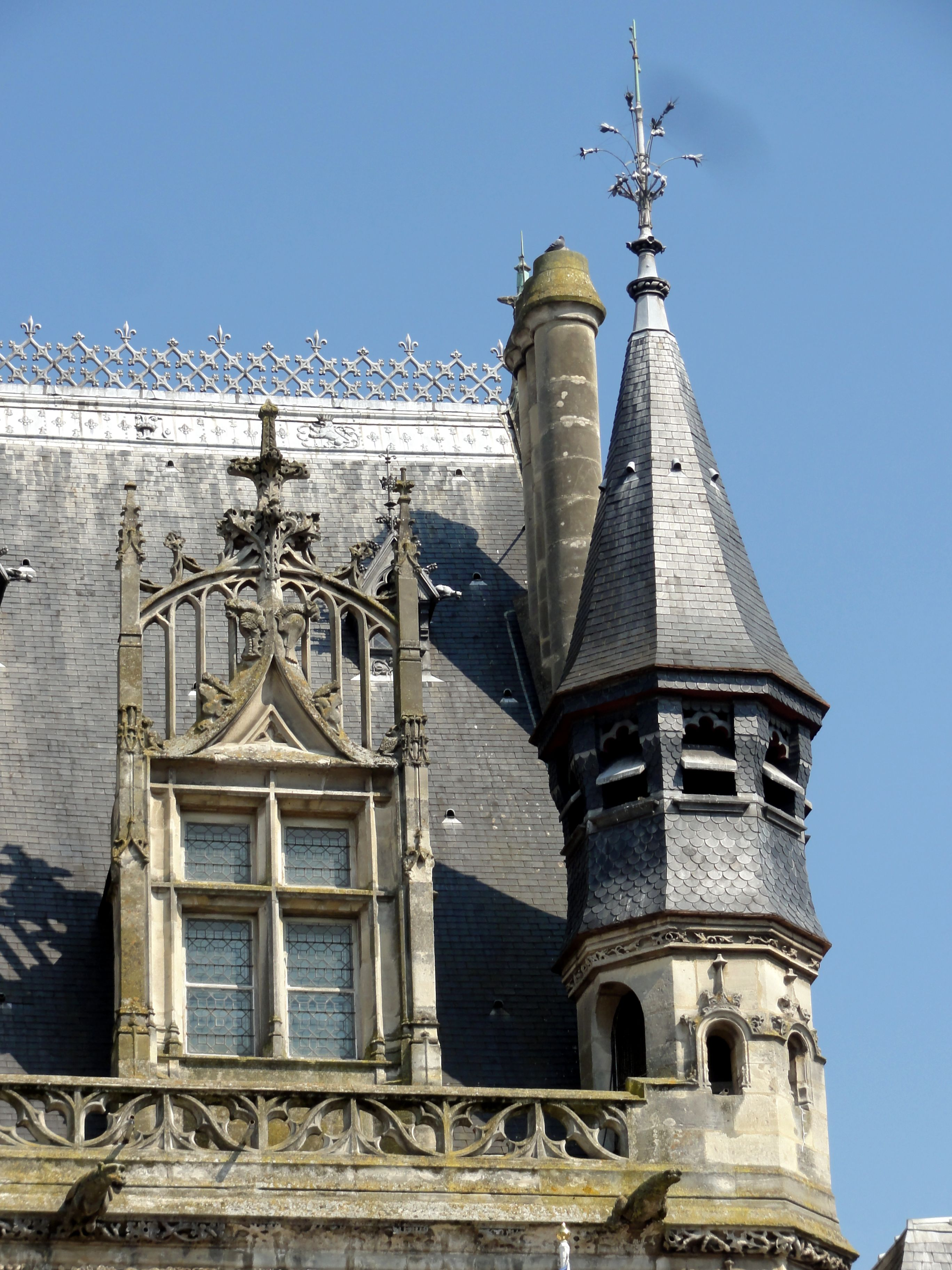
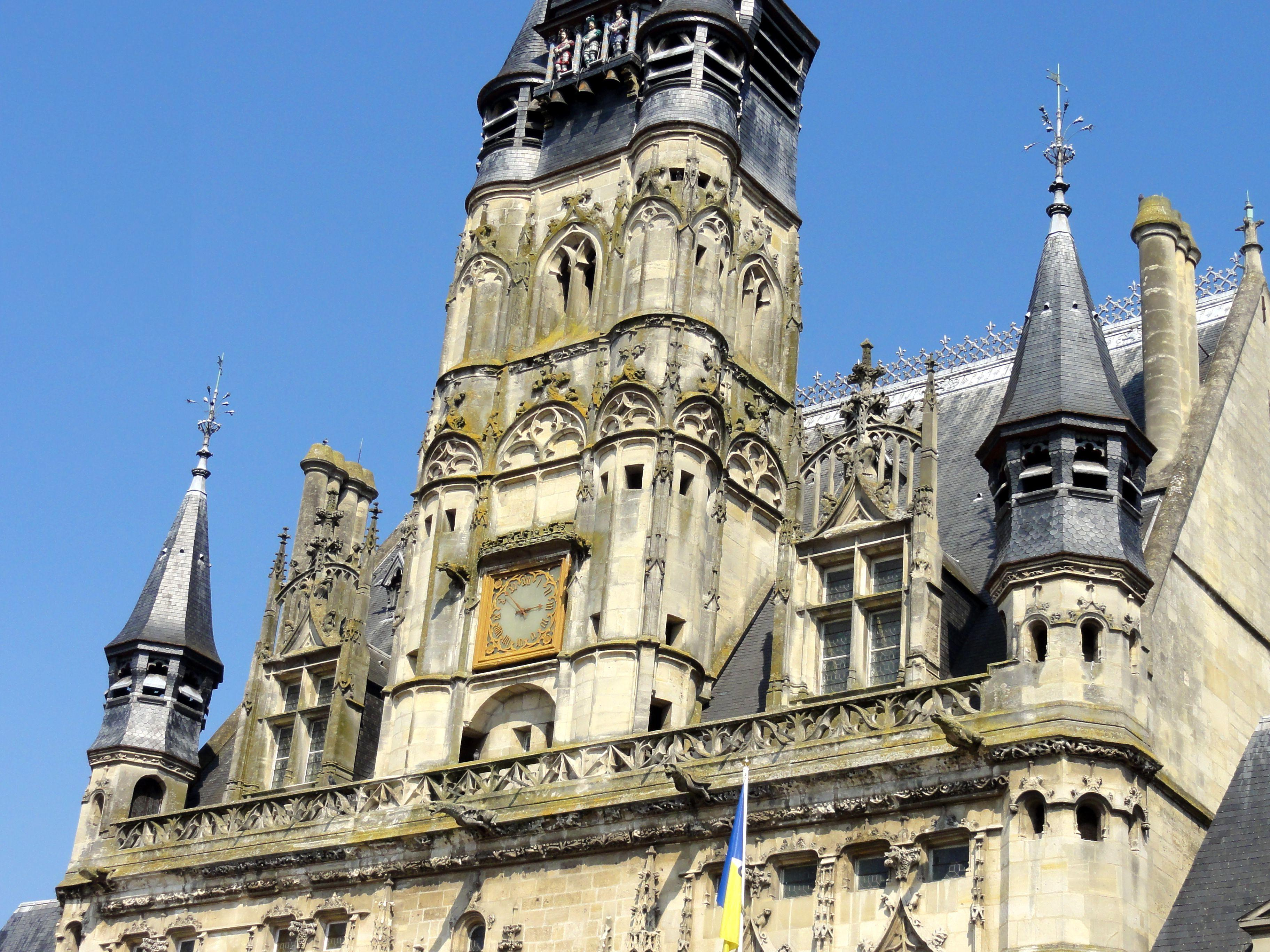
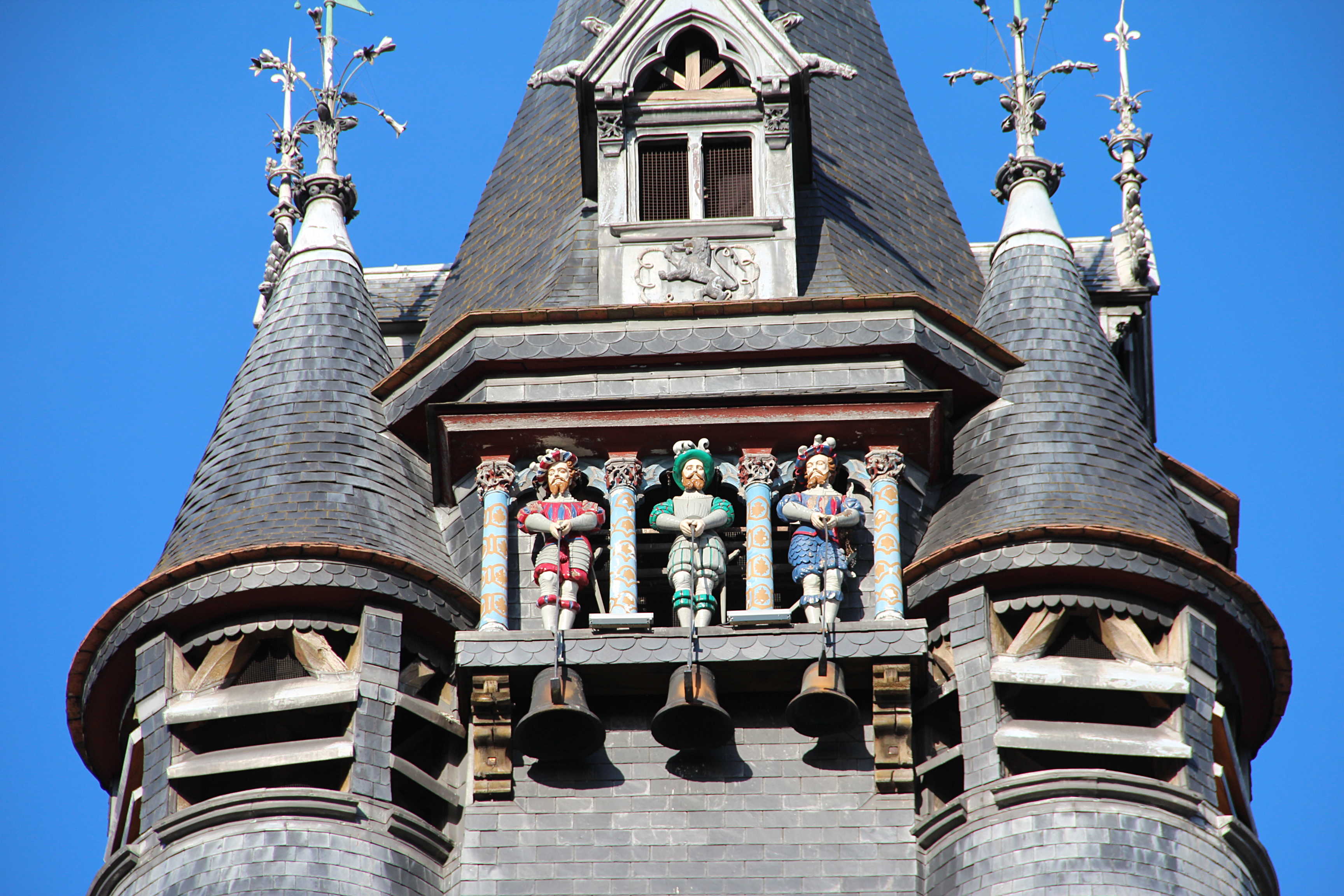
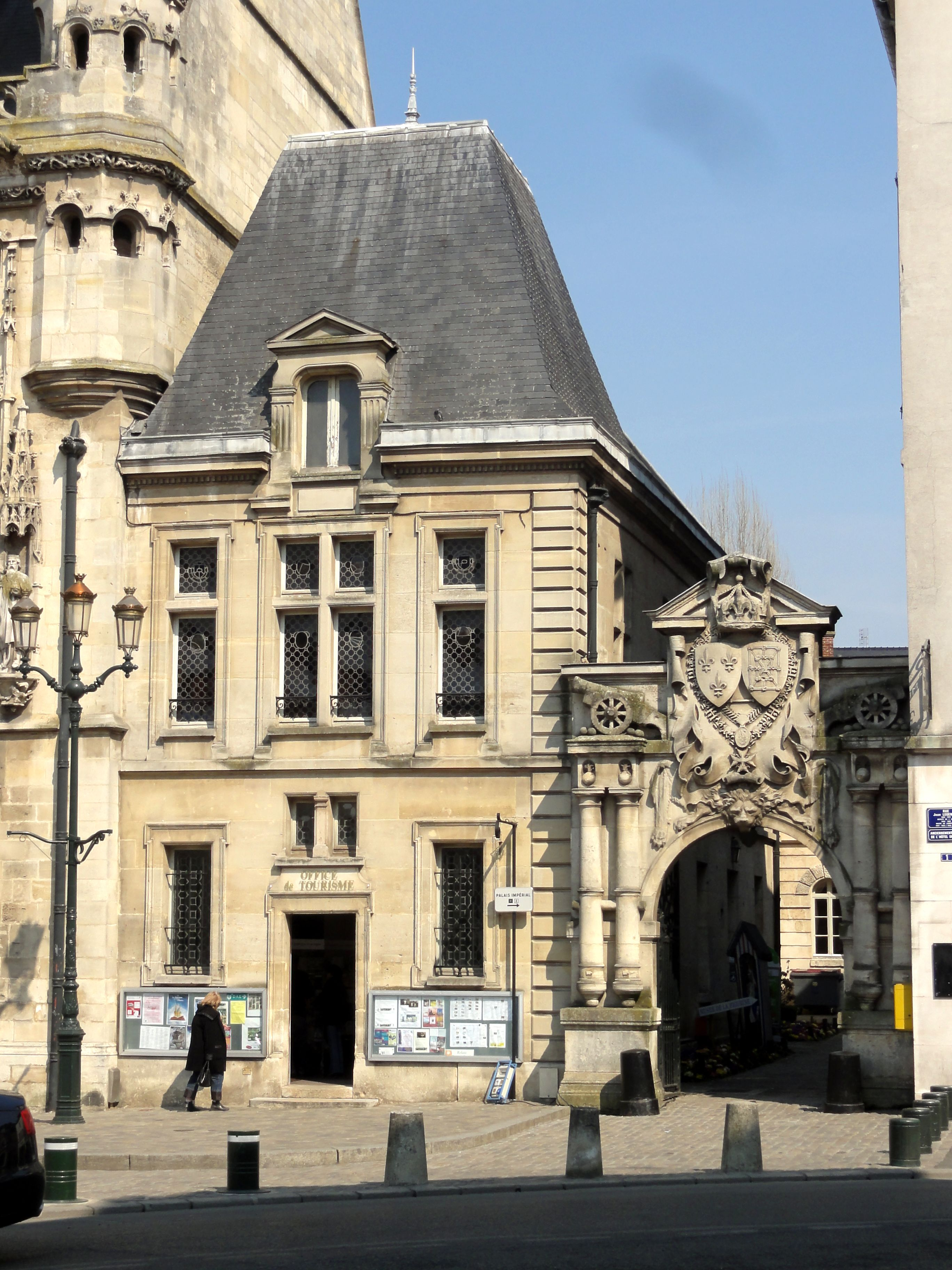
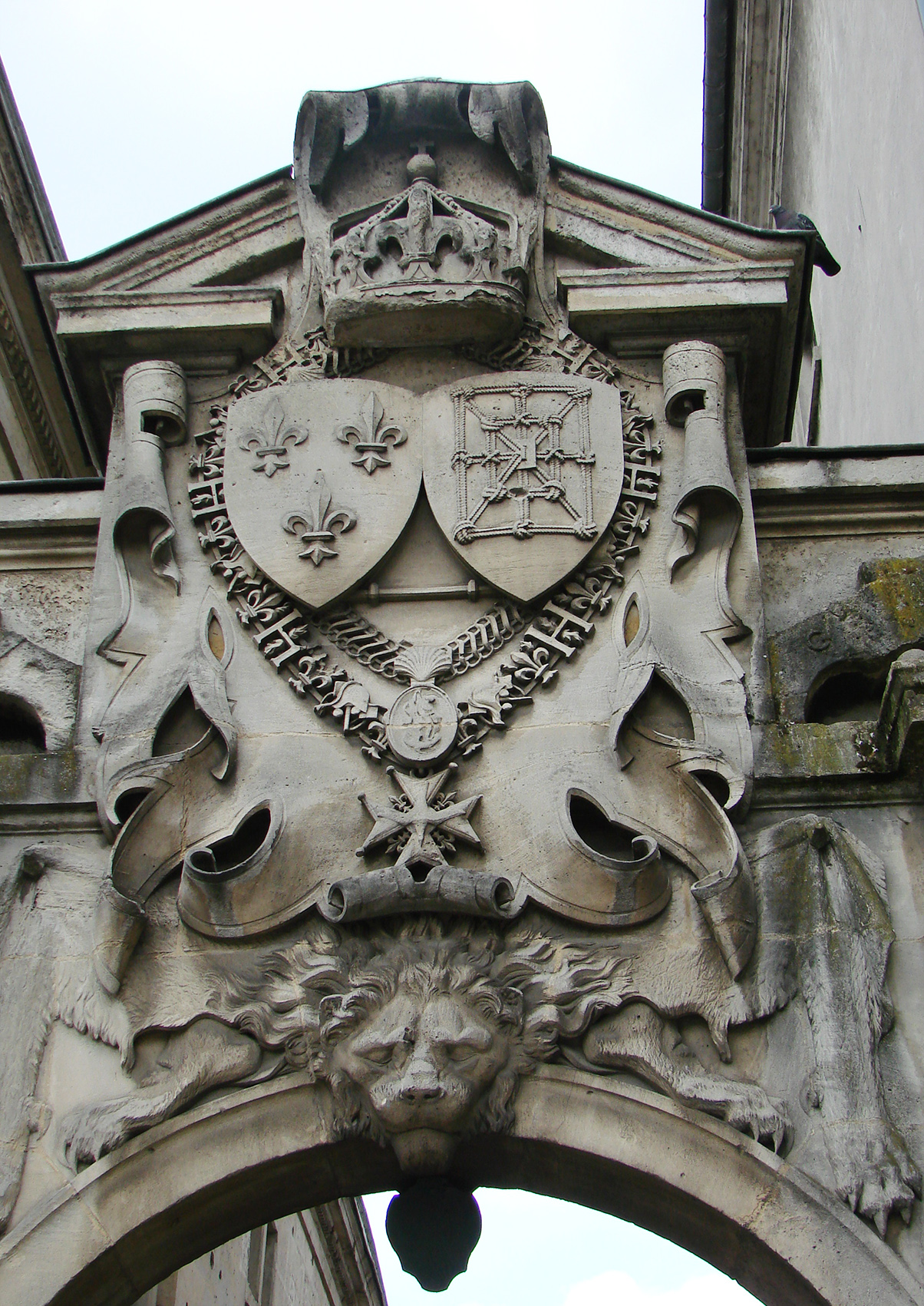
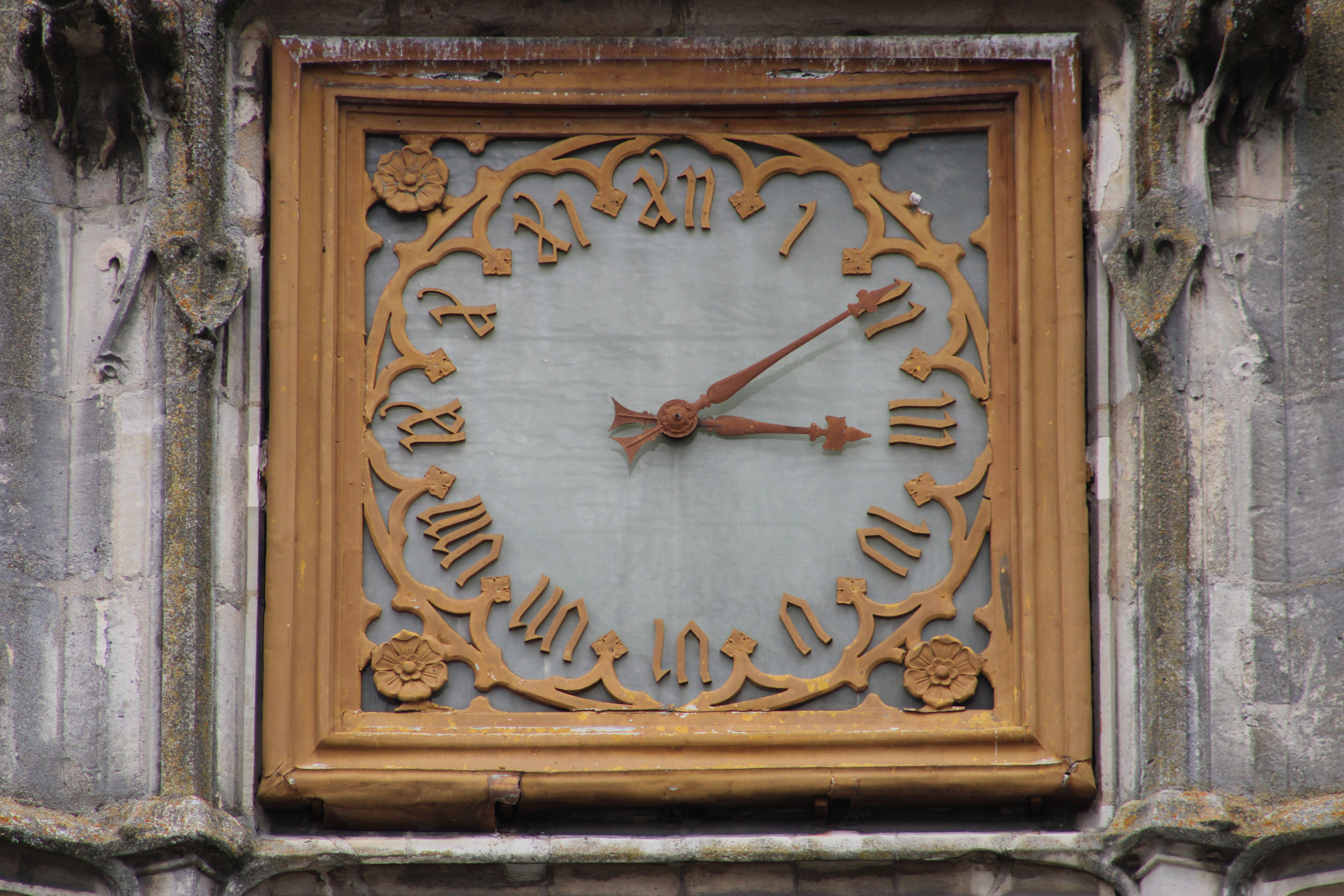